# Laguna Ignacio
Laguna Ignacio är en sjö i Argentina.   Den ligger i provinsen Santa Cruz, i den södra delen av landet, 2 000 km sydväst om huvudstaden Buenos Aires. Laguna Ignacio ligger 325 meter över havet. Arean är 0,36 kvadratkilometer. Den sträcker sig 1,2 kilometer i nord-sydlig riktning, och 0,9 kilometer i öst-västlig riktning.
Omgivningarna runt Laguna Ignacio är i huvudsak ett öppet busklandskap. Runt Laguna Ignacio är det mycket glesbefolkat, med 3 invånare per kvadratkilometer.